# La Cadeneta
La Cadeneta és una entitat de població del municipi de Mont-ral, Alt Camp. L'any 2005 tenia 12 habitants.
Es troba a uns 6 km per carretera al nord-oest del nucli urbà de Mont-ral, a uns 740 m d'altitud, a prop de la carretera TV-7041 (Alcover - Capafonts).